# Ala (Militär)

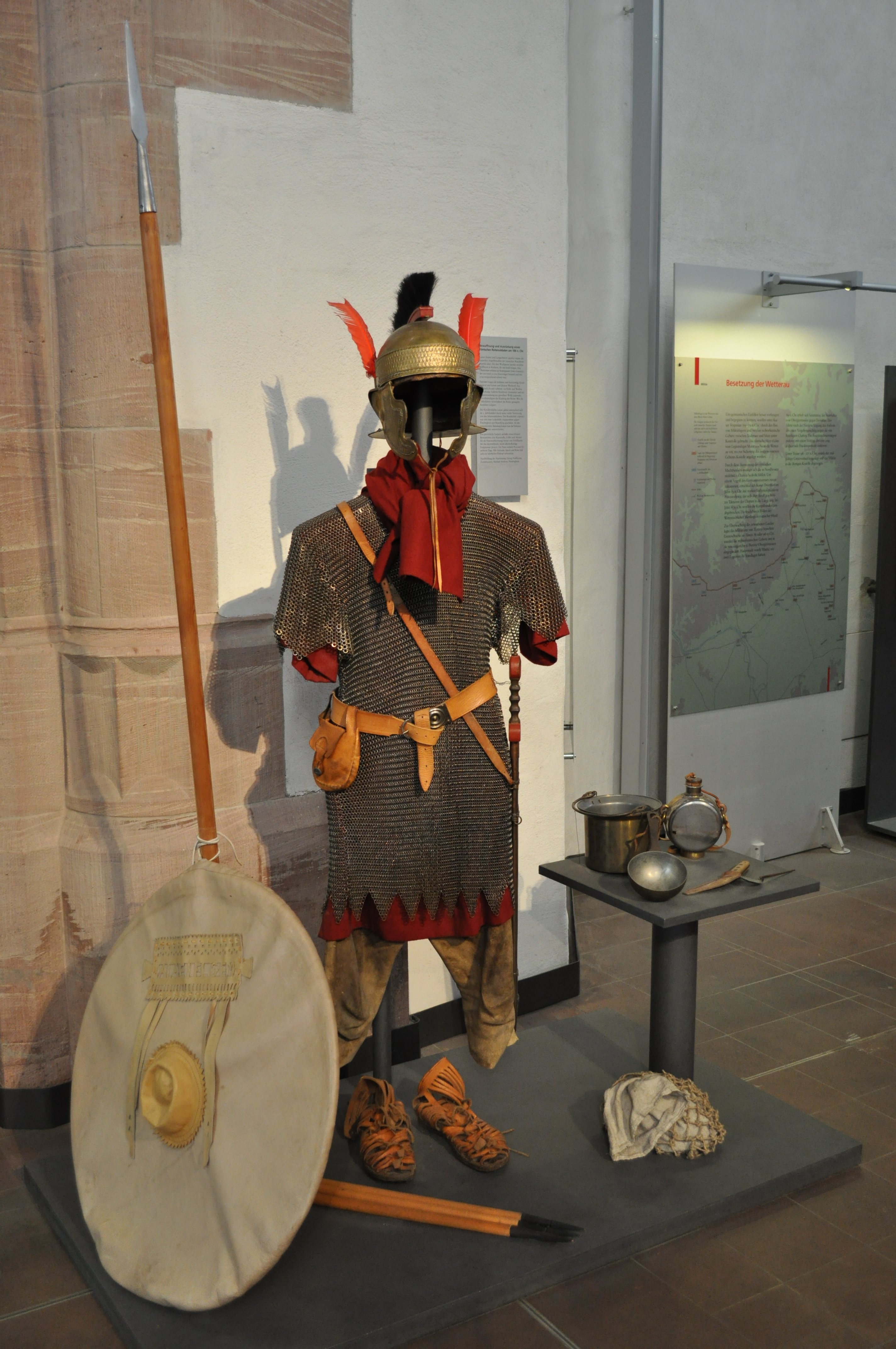
Römischer Reitersoldat 100 n. Chr. Rekonstruktion, Archäologisches Museum Frankfurt

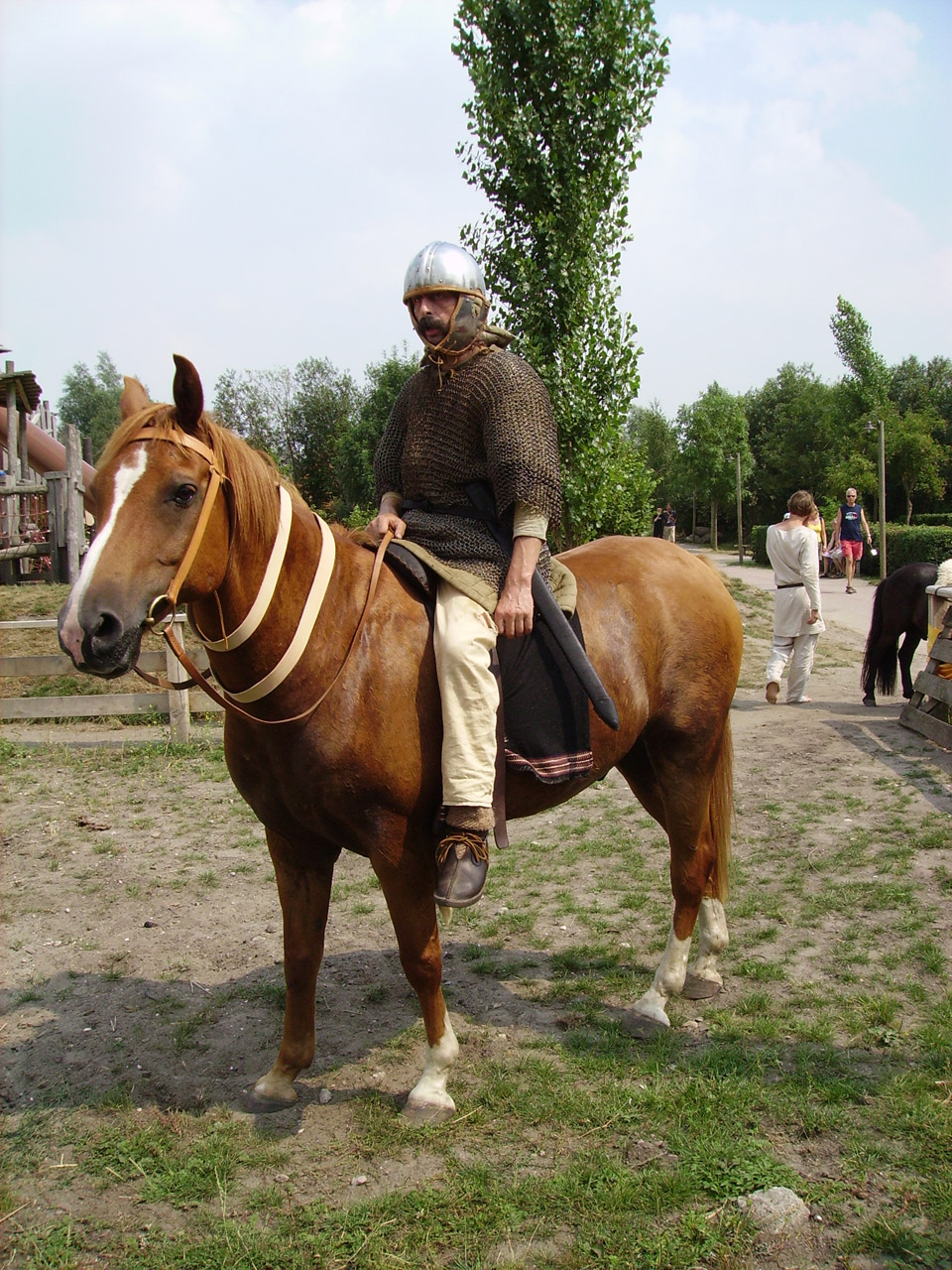
Kavallerist (spätes 3. und frühes 4. Jahrhundert)

Die Ala (lateinisch „Flügel“; Plural: Alae), auch equites alae war im Heereswesen des antiken Rom ein Verband von (in der Kaiserzeit) 500 bis 1000 Reitern.
Die Alae zählten zu den Auxiliartruppen. Im Laufe der Zeit erhielten sie ein immer größeres taktisches und gegen Ende des römischen Reiches auch strategisches Gewicht.

## Die Ala zur Zeit der Republik und des Kaiserreichs

### Republik
Zur Zeit der römischen Republik wurden die Kontingente der italischen Bundesgenossen Roms als alae bezeichnet, da sie an den Flanken der römischen Legionen positioniert waren. Ihre Stärke entsprach etwa der der römischen Legionen, jedoch war der Anteil an Kavallerie größer. Jeder Konsulararmee waren außer zwei Legionen auch zwei alae zugeteilt. Nach dem Bundesgenossenkrieg erhielten diese jedoch das römische Bürgerrecht und wurden in die Legionen eingereiht, so dass fortan diese Bezeichnung entfiel. In der späten Republik wurden nur noch vollständige Reitereinheiten mit einer Stärke von etwa 300 Mann als Ala bezeichnet.

### Kaiserzeit

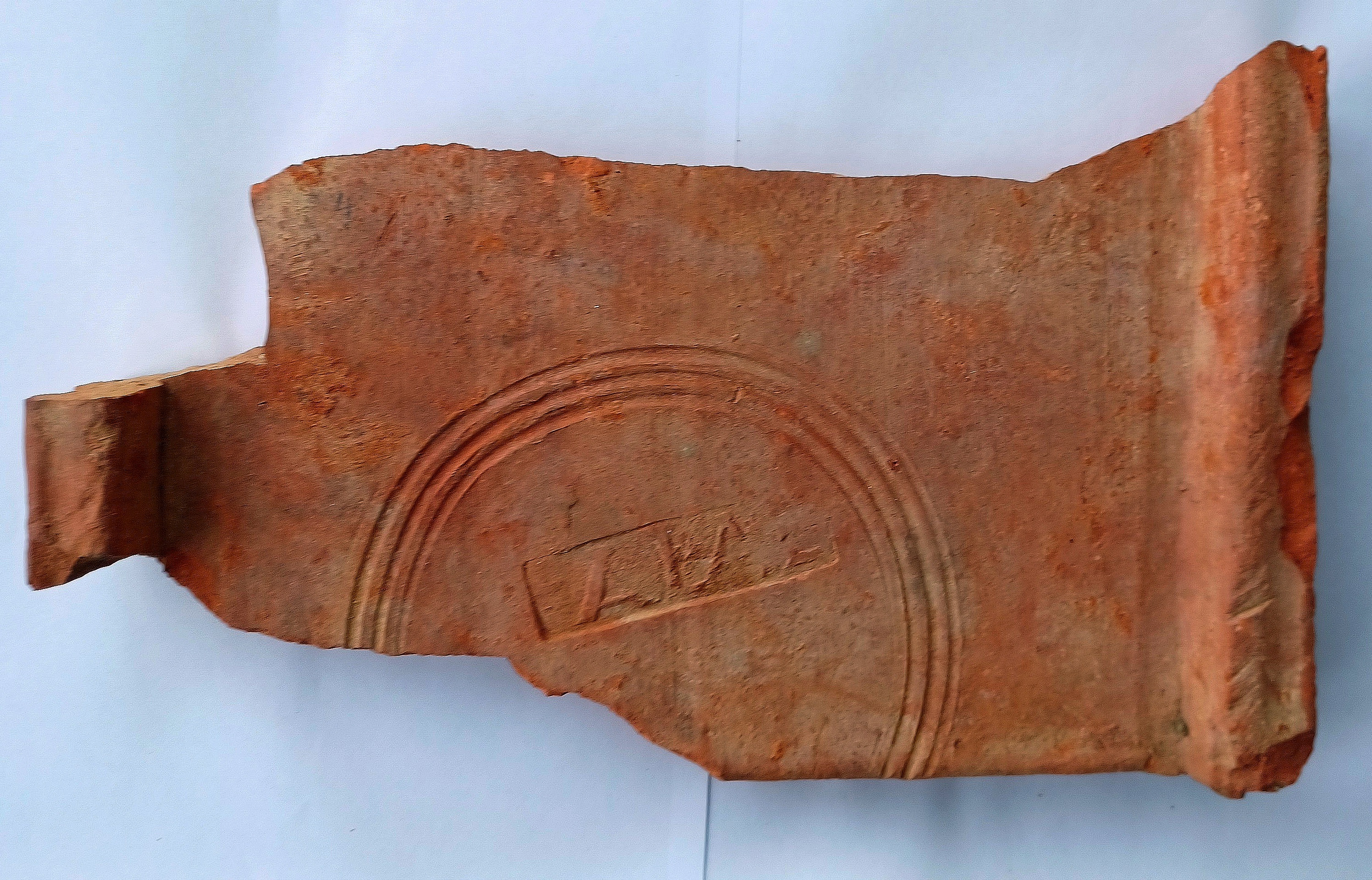
1961 bei Schärding in Oberösterreich geborgener römischer Ziegel mit Ala-Stempel

Die Ala der römischen Kaiserzeit war eine militärische Reitereinheit der Hilfstruppen (Auxilia). Eine Ala stand rangmäßig über den ganz oder teilweise aus Fußtruppen bestehenden Kohorten in den Reihen der Auxiliaren.
Es gab Alae in zwei Mannschaftsstärken:
- ala quingenaria: etwa 500 Reiter in 16 Turmae zu jeweils 32 Mann;

Unter diesen befindet sich ein Vexilifer, ein Feldzeichenträger der Einheit. 
- ala milliaria: etwa 1.000 Reiter in 24 Turmae mit bis zu 42 Mann.

Letztere war relativ selten, es gab davon im gesamten römischen Reich nie mehr als sieben Einheiten, im Vergleich zu ungefähr 80 alae quingenariae. Eine Ala milliaria stellte ein bedeutendes Kampf- und Machtpotential dar. Sie sind wohl nicht vor flavischer Zeit (69–96 n. Chr.) aufgestellt worden und unterstanden einem praefectus. Das Kommando der Truppe führte also ein praefectus alae aus dem ordo equester in seltenen Ausnahmefällen war auch ein tribunus laticlavius aus dem ordo senatorius in der Verantwortung.  Die einzelnen Turmae wurden von einem Decurio geführt, der einem Centurio gleichgesetzt war.

## Ausrüstung und Unterkunft

### Pferde
Die Pferde zur Zeit Roms waren im Durchschnitt kleiner als die heute in der Sportreiterei verwendeten. Sie standen nach heutiger Klassifizierung auf der Grenze zwischen Pony und Pferd (1,48 m Widerristhöhe) und waren unbeschlagen

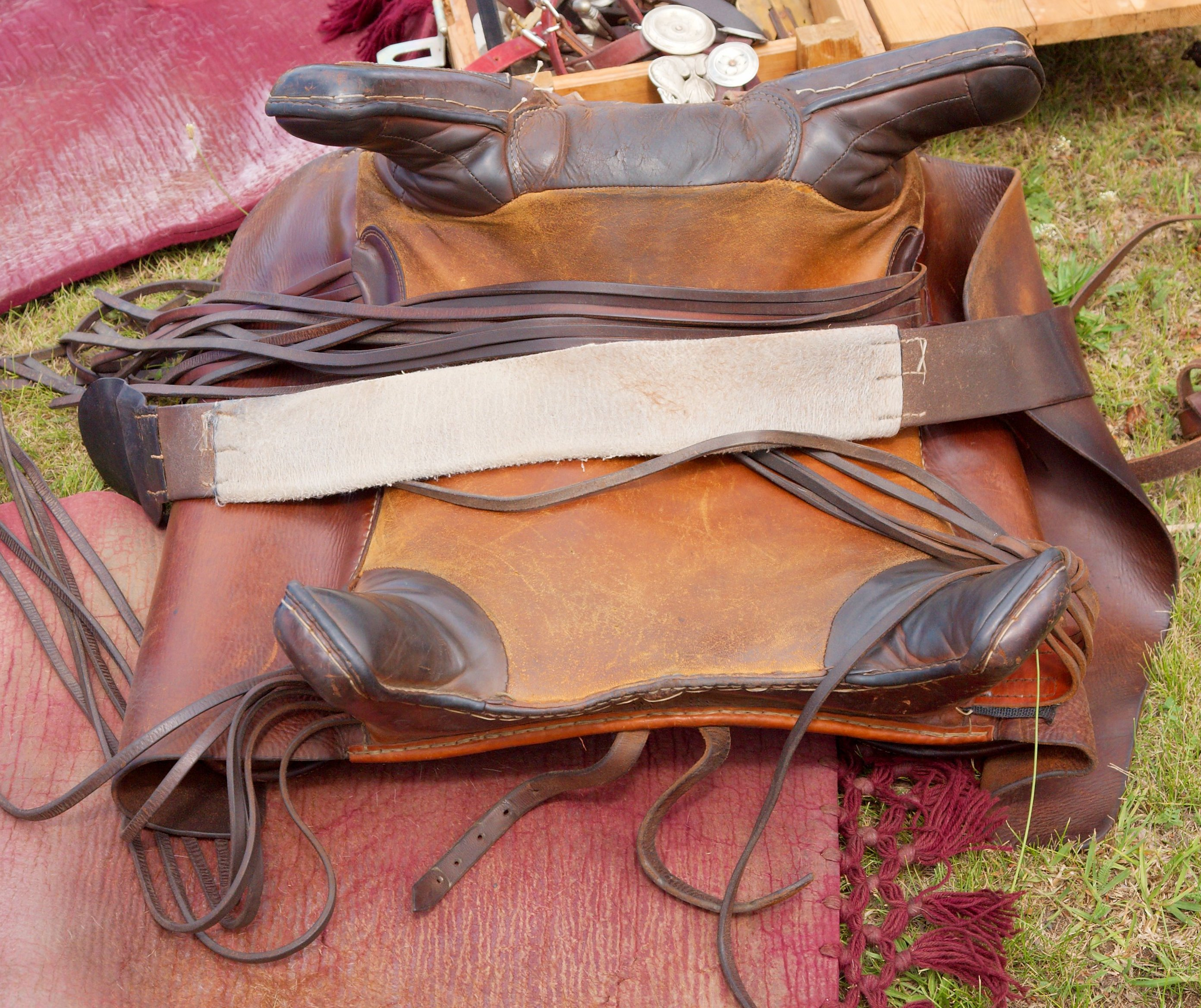
Rekonstruktion eines römischen Sattels

Sie wurden in mit heute vergleichbarer Weise gezäumt. Das Geschirr besaß meist zahlreiche kleine Anhänger und Beschläge. Der Sattel hatte keine Steigbügel, dafür sogenannte „Hörner“ (Hörnchensattel).

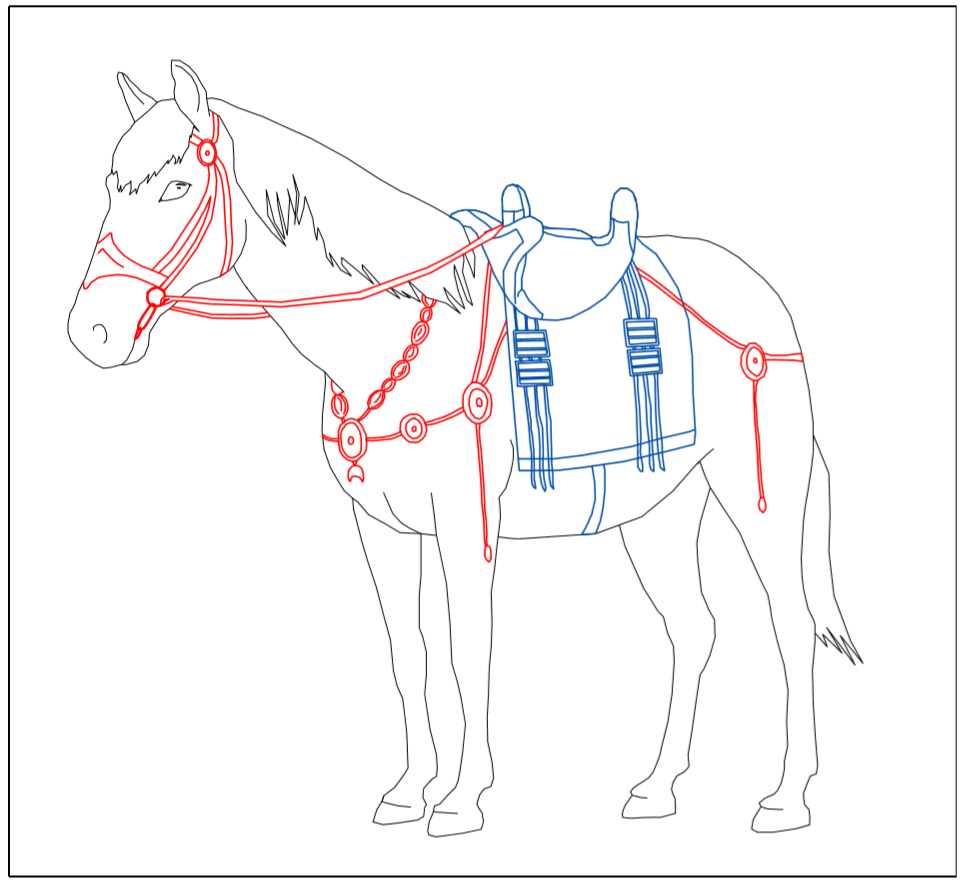
Zeichnerische Darstellung einer Rekonstruktion eines römischen Kavalleriepferdes mit Zaumzeug und Hörnchensattel (Einteilung: Satteltyp nach Connolly).

Deren Aussehen lässt sich nicht exakt rekonstruieren. Es handelte sich aber um zwei Vorsprünge, an denen die Knie abgestützt werden konnten, so dass der Reiter einen guten Seitenhalt hatte. In der späten Kaiserzeit wurden nach dem Vorbild östlicher Reitervölker auch die Pferde mit übergehängtem Schuppenpanzer und Rossstirn versehen (Kataphrakten, Clibanarier).

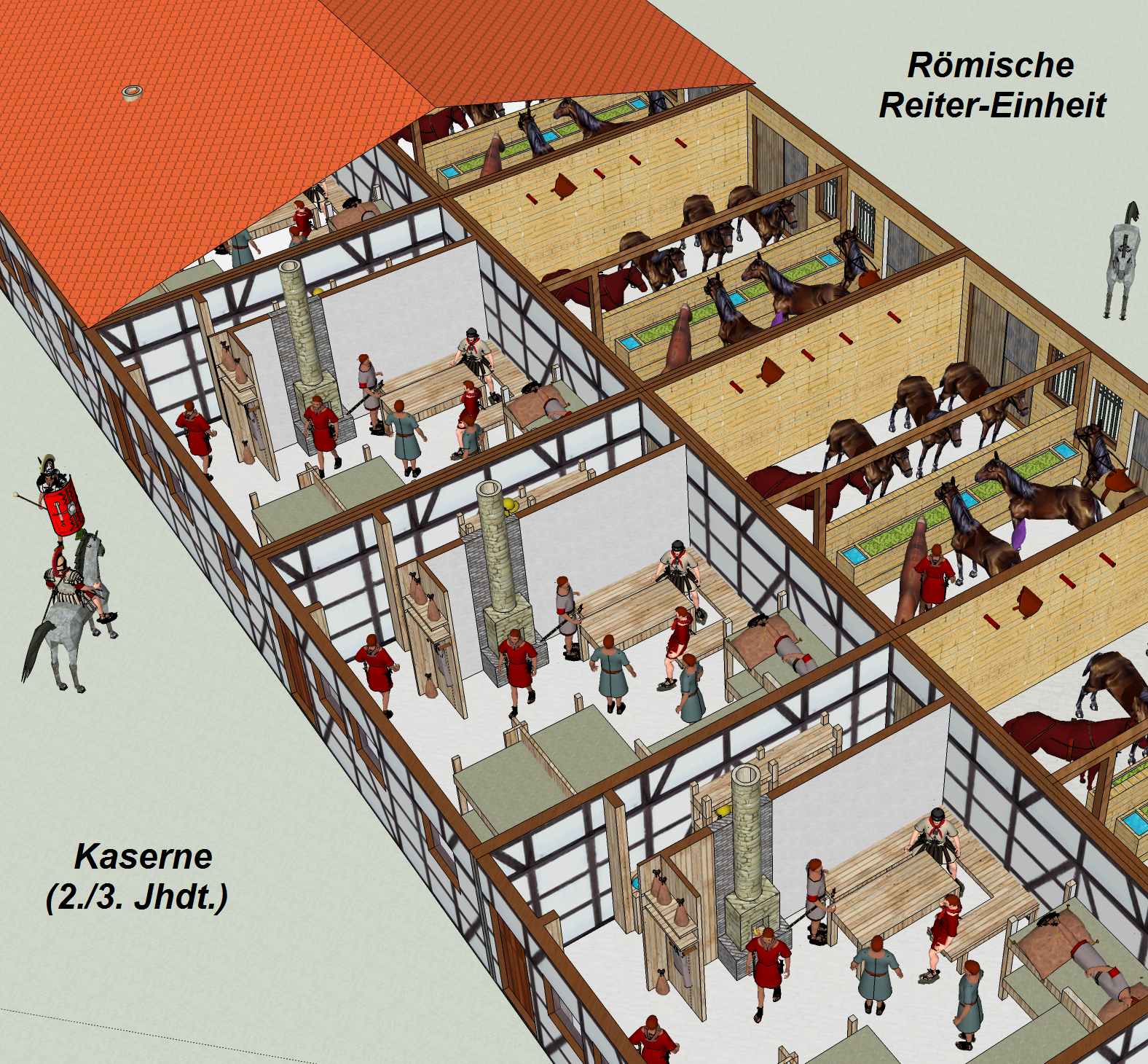
Beispiel der Kaserne einer Reitereinheit (Ala), 2./3. Jahrhundert, Stube typischerweise mit Durchgang zu unmittelbar anschließenden Pferdeställen

### Reiter
Die Ausrüstung der Reiter entsprach im Prinzip der Legionärsbewaffnung, war aber in der Detailausführung an die Anforderungen des Reitens angepasst.
- Helme entsprachen anscheinend den Infanteriehelmen.
- Für die Körperpanzerung kamen überwiegend Kettenhemden (Lorica hamata) zum Einsatz, die etwas kürzer waren, deren Schulterverstärkung aber weiter überhingen als in der Infanterie üblich. Es wurden aber auch alle anderen Typen von Körperpanzern verwendet. Die schwer gepanzerten Kataphrakten waren üblicherweise mit Schuppenpanzern (Lorica squamata) geschützt. Unter der Panzerung schützte den Reiter noch ein gepolstertes Untergewand aus Filz oder Leinen. Es diente als zusätzlicher Schutz gegen Schläge und Stöße und verhinderte, dass man sich an seinem eigenen, vielleicht beschädigten, Panzer verletzte.

- Schild war die Parma equestris, die flach, oval und deutlich kleiner als das Scutum war. Sie maß ca. 115/60 cm und war 5 kg schwer. Sie wurde aus Sperrholz gefertigt und die Flächen wurden mit Leinen oder Rindsleder beklebt. Der Rand war mit Bronze beschlagen. In der Mitte hatte der Schild ein ovales Loch, durch das der Griff lief. Nach außen wurde die Hand durch den halbkugelig geformten Schildbuckel aus Eisen geschützt. Die Außenfläche wurde bemalt. Die Bemalung wurde normalerweise zum Schutz mit Ziegenleder verdeckt. Zu Paraden oder Appellen wurde die Bemalung gezeigt. Außerdem besaß der Schild Tragegurte, mit denen der Schild umgehängt oder am Sattel des Pferdes befestigt werden konnte.
- Wurfspeer: Es kam zum einen eine relativ kurze Version zum Einsatz, die an beiden Enden mit Spitzen versehen war, diese wurde teilweise auch im Schleuderwurf eingesetzt, um die Schilddeckung der angegriffenen Infanterie zu überwinden. Von dieser Version wurden mehrere mitgeführt. Daneben kam auch eine klassische Wurflanze zum Einsatz, die auch zum Stoß verwendet werden konnte.
- Schwert: In der Reiterei wurde überwiegend die längere, mehr auf Hieb optimierte Spatha gebraucht.
- Lanze: Einige Einheiten waren vermutlich anstatt der Wurfspeere mit langen Stoßlanzen (4–6 m) ausgerüstet; dies waren meist Alen aus östlichen Reichsgebieten, wo die Lanze in den Herkunftsvölkern schon in Gebrauch waren. Die Kataphrakten der späten Kaiserzeit waren regelmäßig damit ausgestattet.

Die Reiter der Auxiliartruppen waren davon zum Teil erheblich abweichend bewaffnet.
Die Numider und aus östlichen Volksstämmen stammenden Reiter waren z. B. oft mit Reflexbögen ausgerüstet und führten darum keine Pila und Schilde mit.
Nachdem in der Zeit der Republik Zelte und Behelfsunterkünftige mit Flechtwänden die Regel waren, kamen in der Kaiserzeit Fachwerk-/Lehm-Konstruktionen auf, ab dem 2./3. Jahrhundert vermehrt gemauerte Kasernen, auch anderthalb und zweigeschossig. Die Stuben waren mit 6 oder 8 Reitern belegt. Typisch für berittene Einheiten waren Kasernen-Stuben mit Durchgang zu unmittelbar anschließenden Pferdeställen. Auch Hilfskräfte und Knechte konnten in denselben Gebäuden untergebracht sein.

## Einsatz
Die Reiter hatten vor allem die Aufgabe, die gegnerische Schlachtaufstellung zu umgehen und in die relativ ungeschützten Seiten oder Lücken vorzugehen und entsprechende Vorstöße der gegnerischen Reiterei zu verhindern. Außerdem setzte sie einem fliehenden Feind nach und verhinderte, dass er sich erneut sammeln und reorganisieren konnte.
Aufgrund der sehr unterschiedlichen Herkunft und Bewaffnung der Auxiliarreiterei war auch ihre Kampfweise sehr unterschiedlich. Von den römischen, gallischen und germanischen Reitern ist aber bekannt, dass sie auch oft abgesessen kämpften.

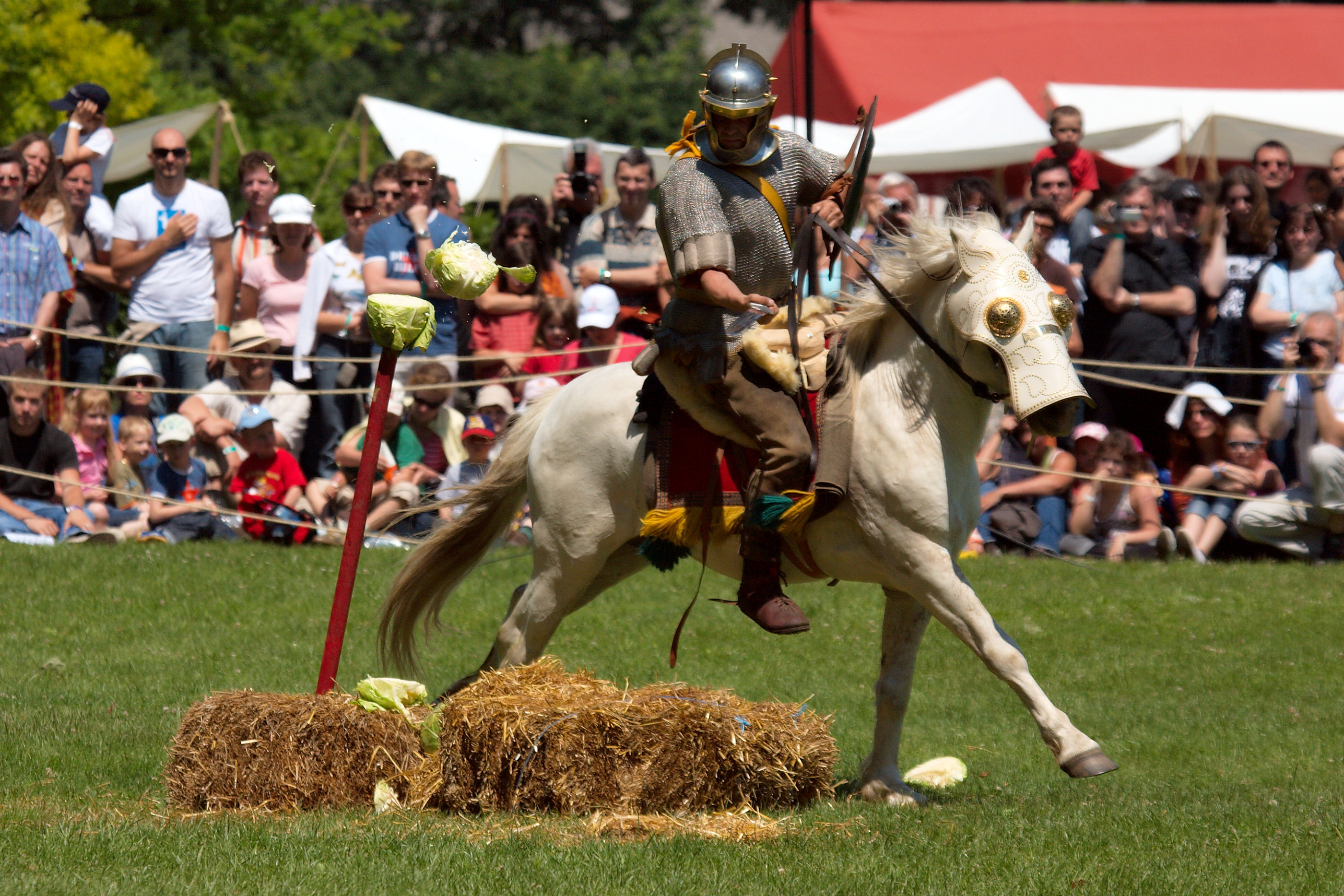
Einsatz der Spatha im Training
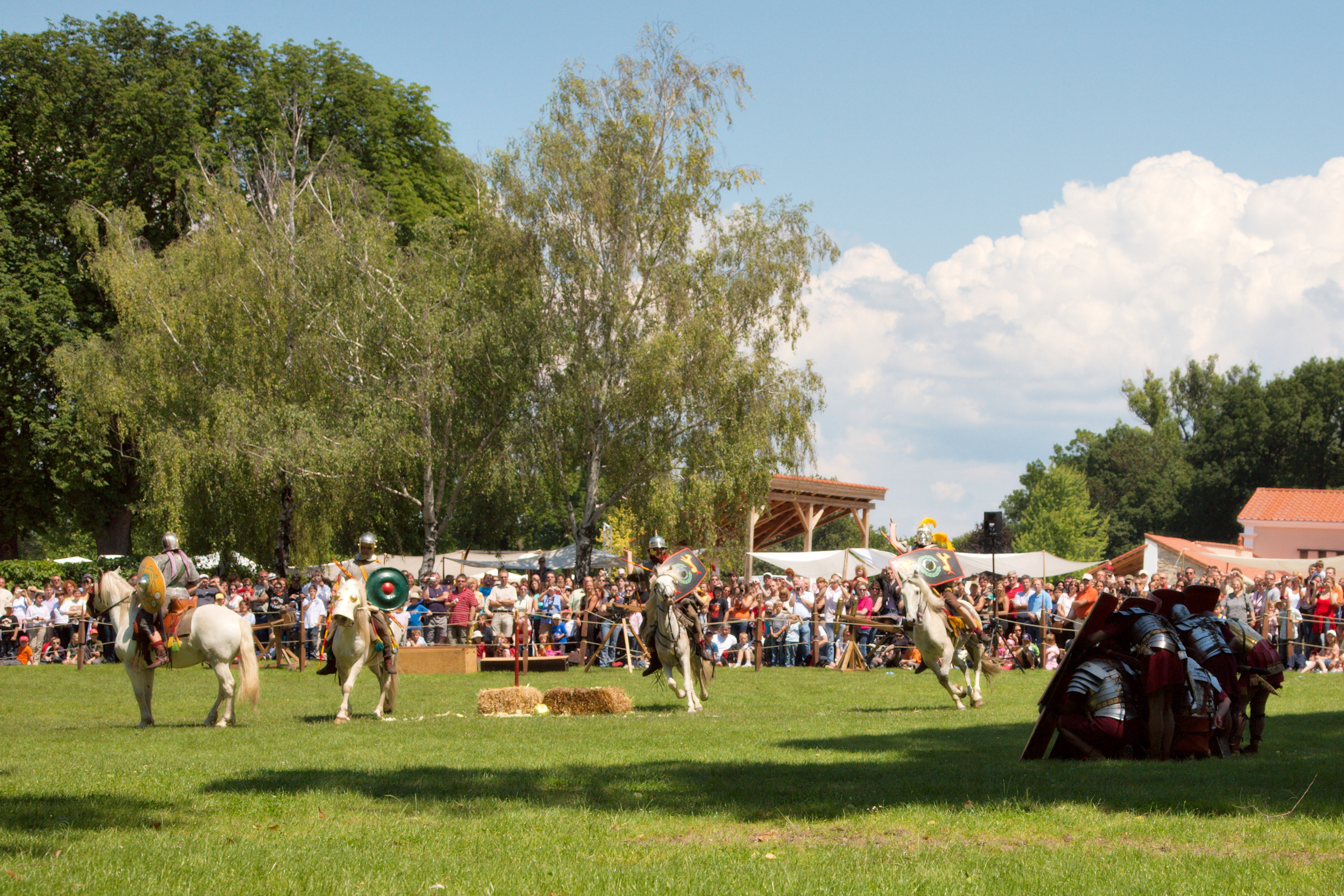
Anreiten der gegnerischen Schlachtreihe
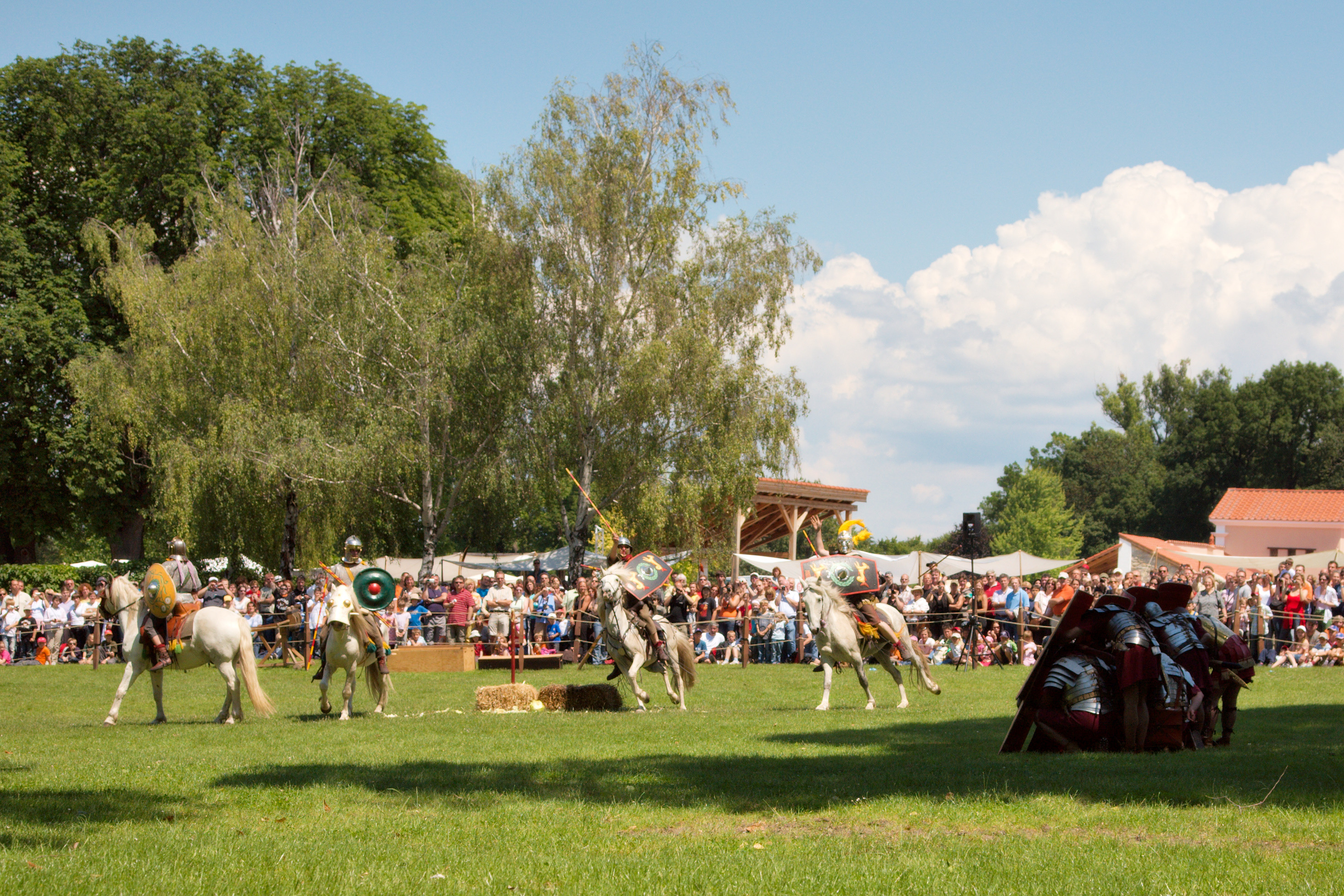
Schleudern des Wurfspießes
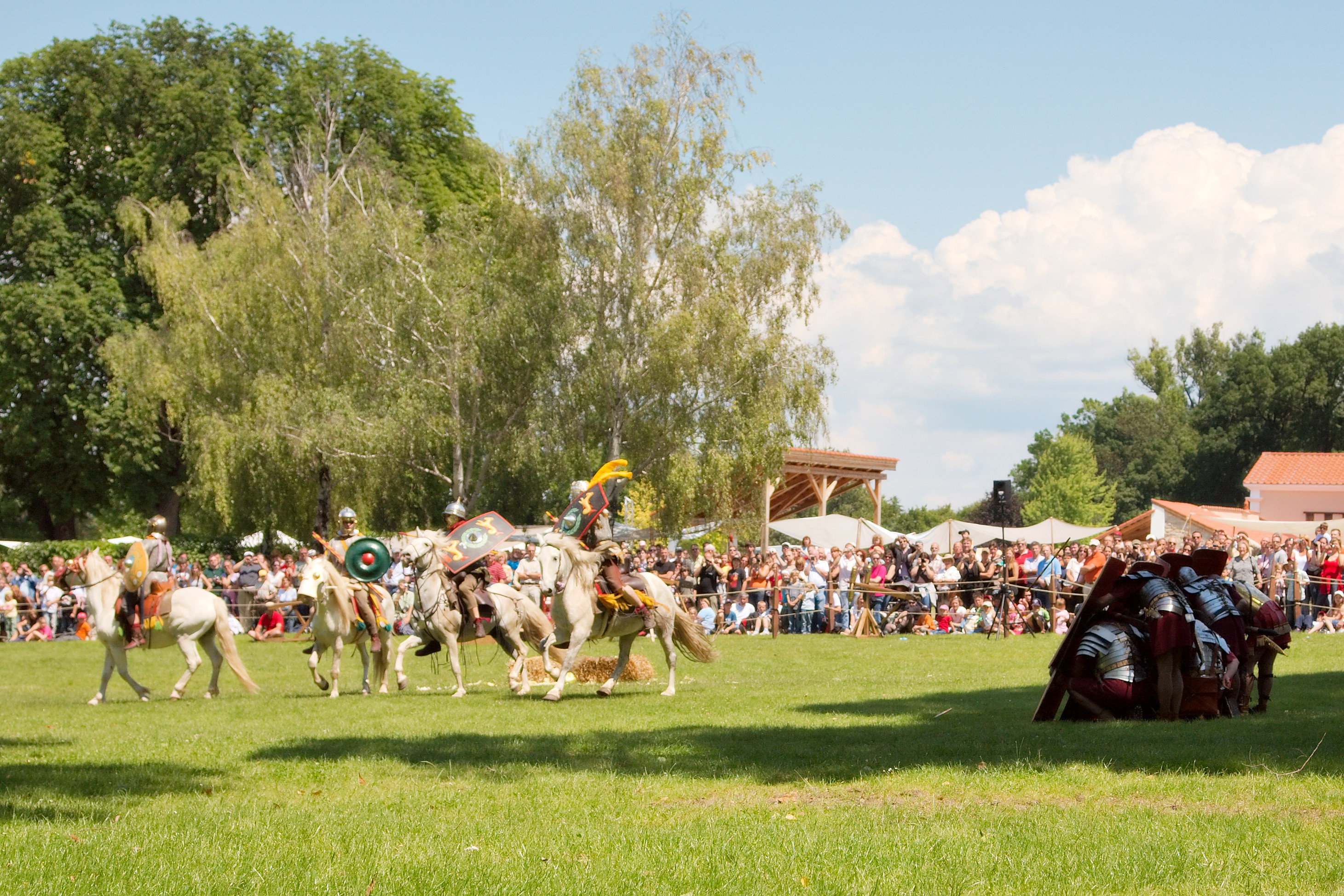
Abdrehen und Vorbereiten des nächsten Angriffes

## Ähnlich ausgerüstete Krieger
- Kataphrakt – gepanzerte Reiter in iranischen, spätrömischen und byzantinischen Armeen
- Clibanarius – römische Bezeichnung für Reiter mit Ganzkörperpanzerung für Reiter und Pferd.